# Кивасо
Кива̀со (на италиански: Chivasso; на пиемонтски: Civass, Чивас) е град и община в Метрополен град Торино, регион Пиемонт, Северна Италия. Разположен е на 183 м надморска височина. Към 1 януари 2023 г. населението на общината е 26 244 души, от които 1998 са чужди граждани.
Наричан е „Вратата към Канавезе“ (на итал.: La porta del Canavese) и е най-населеният град в този район.

## География, административно деление и население
Намира се в централно-източната част на Метрополен град Торино, в близост до левия бряг на река По, малко след мястото на вливане на потока Орко, отвъд който се издигат крайните северни разклонения на хълмовете на Монферат. Територията има разнообразен геометричен профил, с едва видими разлики в надморската височина. Обитаемата зона се простира северно и южно от Горна Падания, която я пресича надлъжно.
Между XII и XIV век градът е столица на Маркграфство Монферат, но към днешна дата той не се счита географски за част от Монферат, въпреки че исторически е част от него.
Кивасо е включен в Специалния естествен резерват на сливането на Орко и Малоне (Riserva Naturale Speciale Confluenza dell’Orco e del Malone).
Граничи със следните 11 общини: Кастанието По, Брандицо, Монтанаро, Сан Рафаеле Чимена, Сан Себастиано да По, Вероленго, Волпиано, Рондисоне, Сан Бениньо Канавезе, Мацè и Калузо. Отстои на 20 км от Торино и на 106 км от Милано.
Има следните подселища (на итал. frazioni) и местности: Бетлеме, Боргето, Боскето, Кампаня, Кастелросо-Тораси, Киаботи, Крова, Екс Форначе, Лайето, Мандрия, Молинето Росо, Монтеджове, Моске, Нейроле, Полиани, Поцо, Прато дел Синьоре, Праторедж, Сперанца и Виолина – Репето.
Историческият център на Кивасо е разделен на девет квартала:
- четири вътре в старите градски стени: Борго ди Сан Гулиелмо на изток, Борго Минчо на север, Борго ди Санта Мария на запад и Борго дел Кастело на юг
- пет отвъд: Борго Верчели на изток, Борго По на юг, Борго Блата и Борго Поста Векия на север, Борго Сан Пиетро на запад.
- С течение на времето към тях се добавят още шест: местност Бараджино, местност Копина, Борго дей Пеши виви, Борго Белведере, Борго Суд-Ест и местност Капучини, които заедно образуват покрайнините на града.

Към 1 януари 2023 г. населението на общината е 26 244 души, от които 1998 чужди граждани, сред които преобладават тези на Румъния (847 души), Мароко (175 души) и Китай (126 души). В Кивасо не живеят български граждани.

## Топоним
Най-старото документиране на топонима на Кивасо е от периода на Константин Велики: формата Clevasium. Сред графичните варианти са и Clevaxius от 1027 г., Clavaxius от 1019 г. (който предполага малко вероятната връзка със същ. име Clavis) и Clavasco от 1159 г. (форма в миналото свързвана с латинското лично име Clebus). По-достоверна е хипотезата, че топонимът е в резултат от добавянето към съществителното Clivius на прилагателната наставка -aceus със значение на „място, гледащо към хълма“.

## История

### Античност
Първите заселници на територията са древните келтски народи на канавезанските саласи и отсамалпийските гали в периода VIII – II век пр.н.е.
Около II век пр.н.е древните римляни основават колония с функция на военен лагер и място за провизии на важния римски път Виа Галика.

### Господство на Алерамичите
През 1164 г. бедното рибарско селище около Катедрала „Св. Петър“ е дадено от император Фридрих Барбароса като феод на рода Алерамичи – маркграфове на Монферат. Те си дават сметка за възловото географско положение на новата територия, разположена на пътищата, които от Франция пресичат Алпийските проходи, преминават през Паданската низина и водят до Ломбардия, и от там – до Рим. По време на тяхното управление Кивасо процъфтява като столица на Маркграфство Монферат и са изградени замъкът (чиято кула се вижда и през 2020 г.) и крепостните стени.

### Господство на Палеолозите и Първо савойско господство
През 1305 г. родът Алерамичи изчезва и Кивасо става владение на Палеолозите, като продължава да е столица на Маркграфство Монферат. През 1307 г. по нареждане на Теодоро I се изгражда монетен двор с правото да сече сребърни и златни монети. При внука му Теодоро II започва изграждането на новата катедрала на Св. Мария, на града се дава право да организира пазари и панаири, подсилени са укрепителните му стени и двете напоителни ями около него на изток и север.
В началото на XV век, благодарение на покровителството на новите господари, градът се превръща в място за художници, поети и философи от цял Пиемонт, и кулминацията на това е изграждането на Съборна църква „Възнесение Богородично“.
Кивасо е център на Маркграфство Монферат до 1434 г., когато столица става Казале Монферато.
На 24 януари 1435 г. маркграфът на Монферат Джан Джакомо е победен от херцог Амадей VIII Савойски и Кивасо става Савойско владение, без обаче да загуби значението си на търговски и занаятчийски център. През последната четвърт на XV век в него процъфтяват изкуството на типографията, както и дейността на престижни дърворезбари, майстори на сребърни изделия и художници, сред които Джовани Мартино Спанцоти от Казале, който работи там от 1502 г., и Дефенденте Ферари, родом от Кивасо.

### Френско господство
В нач. на XVI век градът е подложен на грабежи от швейцарски наемници и от ландскхенти – наемни пехотни войници в състава на германските легиони на Свещената Римска империя, известни с жестокостта си. Освен това през 1536 г. войските на френския крал Франсоа I, тръгвайки към Павия, минават през Кивасо и разрушават укрепленията, построени от Алерамичите и оставят града незащитен.

### Второ савойско господство и обсада от 1705 г.
Няколко години след Мира от Като Камбрези (1559 г.) Кивасо отново става владение на Херцозите на Савоя, които построяват крепостните му стени. Кивасо им остава верен и за тази си заслуга той е удостоен с титлите на град (1690) и граф на Кастелоросо (1695).
През 1705 г., по време на Войната за испанското наследство, Кивасо попада под обсадата на армията на Краля Слънце в нейния поход към Торино. Градът успява да забави героично французите преди да падне пред топовния им обстрел, който събаря неговия символ – шпила на Съборната църква. Благодарение на този героичен жест през 1759 г. крал Карл Емануил III потвърждава на Кивасо привилегията на град, като го освобождава от данъци.
В този период отец Джузепе Борла (1728 – 1797) – приор на местния манастир Св. Августин пише „Исторически спомени за Кивасо“ (Memorie storiche di Chivasso) – книга за историята на Кивасо от древността до 1795 г.
През 1753 г. жителите на града празнуват обявяването за блажен на съгражданина им Анджело Карлети (1410 – 1495), францисканец, известен със съставянето на наръчника Summa Angelica, предназначен за изповедниците и настоящ покровител на града.
През 70-те г. на XVIII век в района на Кивасо има голямо развитие на коневъдството благодарение на създаването на Ла Мандрия – кралско имение, разположено североизточно от него.

### От Наполеон до Кралство Италия
През 1800 г. Кивасо, след няколкоседмична обсада, попада под господството на Наполеон I и става част от Департамент Дора. Впоследствие започва разрушаването на античните укрепления, което през следващите десетилетия дава началото на съществуващите днес пътища.
След Виенския конгрес през 1815 г. Кивасо се връща в Савойски ръце. През 1850-те г. нараства значението му на ЖП възел, модернизират се Градската болница и гара, създават се нови фабрики из цялата общинска територия. През 60-те год. на XIX век се изгражда Канал „Кавур“ – гениална хидравлична инженерна творба, която позволява напояването на плодородните оризища в провинция Верчели. През 1870 г. над река По е построен голям мост, свързващ града с хълма Монферат. Той е разрушен при наводнението през 1994 г. и построен наново след това.
През втората половина на XIX век значението на Кивасо като търговски център нараства, процъфтяват хановете и хотелите: буржоазният начин на живот намира описание в творбите на художника Деметрио Косола (1851 – 1895). Особено развитие има пазарът на добитък, провеждан на Пиаца д'Арми, на западната граница на историческия център, който през XX век се провежда на пл. „Форо Боарио“.

### Двете световни войни
Първите индустриални фабрики в града са автомобилната фабрика Скаки (Scacchi) за автомобили „Цезар“ (Caesar), основана от инж. Чезаре Скаки през 1911 г., и вълнената фабрика Emilio Gallo & f.llo, основана от едноименните предприемачи от Биела през същата година. От 1915 г. до 1919 г. торинската Диато (Diatto) използва фабрика Скаки за производството на самолетни двигатели Gnome et Rhône по лиценз.
Кивасо дава много жертви в Първата световна война и в тяхна чест е издигнат паметник на Пиаца д'Арми, открит през 1919 г. от крал Умберто II Савойски, изобразяващ богинята Виктория, коронясваща италиански войник. Обезлюдяването на селските райони и закриването на фабрики води до период на сериозна икономическа криза с големи последствия върху населението. Градът освен това трябва да приеме десетки полски войници, които чакат репатриране, настанени в благородническите апартаменти на Двореца „Ла Мандрия ди Кивасо“.
По време на управлението на Бенито Мусолини се откриват нови фабрики и две нови места за градски пазар; прави се и голям градоустройствен проект за обновяване на обществените сгради в града.
Втората световна война обаче донася нови жертви в града, който е бомбардиран от Съюзниците на 12 май 1944 г. и по-късно става център на борбите между партизани и наци-фашисти. През декември 1943 г. в Палат Тезио се подписва Декларацията от Кивасо, документ за автономията на алпийските райони, който е в основата на съвременния европейски федерализъм.

### След Втората световна война до края на XX век
През 50-те и 60-те г. на XX век Кивасо преживява период на голям демографски и икономически възход: между 1951 и 1971 г. населението му нараства двойно; в него са изградени термоелектрическа централа на ENEL и завод на Ланча, превърнал се за кратко време в една от основните автомобилни фабрики в Италия.
Закриването на завода на Ланча през 1993 г. води до сериозни икономически и социални последици за Кивасо и неговото население. Градът се опитва да се възстанови, инвестирайки все повече в сферата на услугите.
Кивасо претърпява големи разрушения по време на наводненията на река По през 1994 и 2000 г.: мостът с 10 тухлени арки, построен през 1870 г., се срутва и в следващите години е построен наново като модерна едноетажна бетонна конструкция.

## Икономика
Земеделието произвежда бобови растения, зърнени култури, плодове и фураж; развъждат се кози, коне, говеда, свине и домашни птици. Промишлеността се състои от множество компании в сферата на хранително-вкусовата промишленост, печатарството, химическата промишленост, строителството, металургията, производството на превозни средства, части и аксесоари за превозни средства, производството и дистрибуцията на електроенергия. Третичният сектор се състои от добра търговска мрежа, както и от разнообразни услуги.

## Забележителности

### Религиозна архитектура

#### Съборна църква „Възнесение Богородично“
Едни от най-ярките примери за готика от района, Съборната църква (Chiesa della Collegiata di Santa Maria Assunta), неправилно наричана „катедрала“, е основана по волята на Маркграфовете на Монферат. Строителството ѝ започва през 1415 г. и тя е осветена през 1429 г. все още незавършена поради липсата на средства заради многото техни войни.
Готическият стил се разпознава в ценния теракотен църковен портал от ок. 1450 – 1460 г., изпъстрен с фигури. От същия период е и най-старата част на камбанарията от дясно на фасадата. По време на френската обсада през 1705 г. осмоъгълният ѝ тенекиен връх е разрушен. Оттам идва и прякорът на жителите на Кивасо – facia ëd Tola, „тенекиено лице“.
Катедралата е трикорабна. Интериорът ѝ съхранява редица произведения на изкуството, сред които изпъква Триптих на Дефенденте Ферари, разположен във втория олтар на десния кораб.

#### Църква „Св. Мария на Ангелите“
Инициативата за изграждането на първоначалната сграда на църквата (Chiesa di Santa Maria degli Angeli) е на Братството на Пресветото Исусово име през 1548 г., а през 1607 г. тя е осветена. Благодарение на известния архитект Бернардо Антонио Витоне и на по-малко известния местен архитект Паоло Лоренцо Гароне фасадата и интериорът на църквата са променяни от 1737 г. нататък. Оригинално творение на Витоне е малката цилиндрична камбанария от 1752 – 1757 г. отстрани на строгата фасада. В църквата има интересна поредица от картини от 40-те г. на XVIII век на художника Джовани Батиста Граси (Giovanni Battista Grassi; * ок. 1525, † 18 юни 1578) от Варезе. В ниша на презвитерия се намира дървена група от около 1713 г. с Успение Богородично, дело на Карло Джузепе Плура (* 3 януари 1663, † 14 април 1737). Интерес представлява и готическото разпятие от полихромно дърво.

#### Църква „Св. Йоан Кръстител и Св. Марта“
Църквата (Chiesa S. S. Giovanni Battista e Marta) е построена между 1707 и 1751 г. с функция на седалище на светското Братство на милосърдието, чиито задачи са били утехата и погребението на осъдените на смърт. В центъра на строгата фасада изпъква дъбовата дърворезба на ценния бароков портал от 1729 г., на чийто връх се намира главата на Йоан Кръстител – символ на Братството. Големият четириъгълен презвитерий вътре в църквата е бил място за литургия и за събрание на братята. На задната му стена има бароков калъф от резбована и позлатена дървесина с древен симулакрум на име Madonna dei Luciani. Над него има голяма картина от 1699 г. на покровителите на града, дело на местния художник Антонио Барберо (Antonio Barbero), работил в града в периода 1688 – 1711 г.

#### Манастир „Св. Бернардин“
Манастирът (Convento di S. Bernardino) е построен е в средата на XVI век по архитектурния модел на Францисканския орден с правоъгълен вътрешен двор в центъра и сграда около него на два етажа: на партера са се намирали църквата и служебните помещения, а на първия етаж – манастирските килии. През 1800 г., по време на Наполеоновата власт, манастирът е затворен, а сградата става Градски колеж и остава такава през целия XX век.

#### Светилище „Мадоната от Лорето“
Светилището (Santuario della Madonna di Loreto) е построено в периода 1562 – 1566 г., инкорпорирайки примитивния оброчен стълб от XV век, посветен на Мадоната от Лорето. На мястото на похабената икона е поставена дървена скулптура в сходен размер.
През 1643 г. църквата е поверена на капуцините, които построяват манастир до нея. В периода 1639 – 1640 г. постройките са разрушени от войските на Томас Франциск Савойски-Каринян. През 1643 г. се решава да се построи светилище в по-строг стил, на чийто главен олтар и до днес стои чудотворната дървена статуя на Мадоната от Лорето.
Настоящата сграда е от 1897 г. по проект на еклектичния инж. Мотура. Сводът е с фрески на Луиджи Моргари (1857 –  1935), изобразяващи чудотворното пренасяне на Светия дом от Назарет в Лорето.

#### Църква „Св. епископ Елигий“
Карл Емануил III праща на 14 октомври 1767 г. на епископа на Ивреа искане за създаване на енория, посветена на Св. епископ Елигий – покровител на бижутерите и на ковачите. Църквата (Chiesa di Sant'Eligio Vescovo) – дело на арх. Джузепе Джачинто Байс, има строга фасада, но възхитителен еднокорабен интериор, чийто свод е украсен с елегантни щукатури в стил рококо, докато в презвитерия все още има триптих от XVIII век, изобразяващ Мадоната със Св. епископ Елигий.
Към 2019 г. църквата е действаща. Освен това вече повече от 200 г. третия уикенд на май се празнува празникът на Св. Елигий – покровител на комплекса.

#### Енорийска църква „Св. Йоан Кръстител“
Църквата (Chiesa di San Giovanni Evangelista) се намира се в подселище Боскето, основано през 1454 г., когато властите на Кивасо извикват там земеделци, които да отсекат горите, скривалище на разбойници. Църквата е основана през XVI век с името „Св. Маргарита“. През 1795 г. тя става енорийска и променя името си. Запазена е бароковата ѝ тухлена фасада, резултат от реконструкция, извършена между 1738 и 1742 г., дело на архитект Костанцо Микела. Интериорът е резултат от последващи модификации. Интерес представлява красивата мраморна балюстрада от 1752 г., водеща към презвитериума, която идва от манастира на Св. Бернардин в Кивасо заедно с някои части на високия олтар, датирани от 1770 г.

#### Енорийска църква „Св. Йоан Кръстител и Св. Рох“
Енорийската църква (Chiesa dei Santi Giovanni Battista e Rocco) се намира в подселище Кастелросо и е построена през 1758 г. по проект на архитект Паоло Лоренцо Гароне от Кивасо. От каноничната гледна точка тя зависи от енорията на Кивасо, така че жителите му искат новата църква да стане автономна енория. Те отправят искания и до Иврейската курия, и до архиепископа на Торино, и възниква дълъг съдебен спор. Едва през 1782 г. е дадено разрешение за нова енория. Църквата има фин бароков олтар от черен мрамор и няколко стенописа от XIX век. Фасадата на сградата е необарокова, дело на Бартоломео Гало.

### Градска архитектура

#### Осмоъгълна кула
Осмоъгълната кула (Torre Ottagonale) е останка от внушителния замък на маркграфа на Монферат Вилхелм V, построен ок. 1178 г. Издига се почти 20 m над земята, има масивна каменна основа, забита в нея и реставриран покрив. Облицована е с каменни блокове и големи обли камъни, и има входове от север и от юг. Навремето достъпът до нея е бил по дървени стълби, вдигани в случай на опасност. Някога е била разделена на поне три етажа с дървена облицовка.

#### Палат „Св. Клара“
Седалище на Кметството от 1834 г., тази огромна сграда (Palazzo Santa Chiara) е построена в периода 1739 г. – втора половина на XVIII век като седалище на Сестрите кларисинки по проект на йезуитския архитект Антонио Фалети ди Бароло (1671 – 1760). Проектът се оказва твърде скъп и не е завършен. сегашната фасада със слънчев часовник на нея, реставрирана през 1999 г., е всъщност незавършен ръкав на манастира им.
На първия етаж на сградата, в западното крило, се намира Галерията на съвременното изкуство, в която се съхраняват творби на творци от Кивасо и областта от XIX и XX век. На партера се намира живописният Малък градски театър, построен през 1864 г. от вътрешния параклис на манастира по проект на архитект Фаусто Гоцано, баща на известния поет Гуидо Гоцано. На първия етаж на сградата има пет произведения на художника от XIX век Деметрио Козола (1851 – 1895), един от майсторите на реалистичната живопис в Пиемонт, активен в Кивасо: две от платната са Залата на Общинския съвет, а петата творба от 1894 г. е в кабинета на кмета и показва ваксинация на някои деца за едра шарка, задължителна за Кивасо преди тази на други места в Пиемонт.

#### Умбертинова архитектура в Палат „Св. Клара“
Заседателната зала, намираща се срещу Театъра, е украсена със стенописи с умбертинов привкус. Строго погледнато става въпрос за италианската архитектура при управлението на крал Умберто I (1878 – 1900), а в по-широк смисъл – за архитектурните явления след Националното обединение. Въпреки че е свързана с подобни европейски явления (Втората империя във Франция, викторианският стил в Англия, Вилхелминовият стил в Германия) заради еклектичния и монументалния си вкус, умбертиновата архитектура се отличава с особено консервативна интерпретация на еклектиката, насочена към формулиране на „национален“ стил, идентифицируем с академичен и конвенционален Неоренесанс.

#### Палат Тезио
Това (Palazzo Tesio) е къснобарокова сграда  от XVIII век с тухлена фасада без външна мазилка. На 19 декември 1943 г. в нея е подписана „Хартата от Кивасо“ (La carta di Chivasso) – Декларация на представителите на алпийските народи, която е в основата на алпийските езиково и етническо отстояване и на италианския федерализъм и автономия.

#### Палат на икономиката и труда „Луиджи Ейнауди“
Палатът (Palazzo Luigi Einaudi) е построен ок. 1600 г. като място за почивка на минаващи военни. През 1800 г. е казарма, а по времето на Рисорджименто е седалище на патриотичните легиони в помощ на постоянната армия. През 1915 г. е постоянно седалище на Шеста дивизия на железопътните войски, която ръководи ЖП линията Кивасо-Аоста.
През 1931 г. част от сградата е преотстъпена на Военния окръг на Кивасо и новият военен квартал носи името Казарма „Ген. Карло Джордана“.
От септември 1943 г. Черните бригади на Италианската социална република и някои отдели на Вермахта окупират сградата, използвайки някои от помещения като затвор. С Освобождението на Италия казармата се връща обратно на железопътните инженери.
През 1993 г. сградата става общинска и през 2000 г. е реставрирана под настоящето ѝ име.
На люнета на сградата е инсталиран Часовникът на новото време като спомен за Френската революция, когато Кивасо е под френско владичество. Стрелките му се завъртат само веднъж на ден за разлика от нормалните часовници, където се завъртат 2 пъти, а денят му е разделен на 10 часа, всеки от по 100 мин. и всяка мин. има 100 сек.

#### Детска градина „Блажени Анджело Карлети“
Сградата на сегашната детска градина е построена през 1500 г. като манастир на Св. Франциск от Асизи, седалище на Братята минорити конвентуалци, включвайки в себе си останките от благородническия палат на рода Крова. Нейната осмоъгълна кула става църковна камбанария.
С времето сградата е модифицирана и разширявана чрез закупуване на съседните постройки, и от 1888 г. в нея се помещава детска градина.

#### Дворец „Ла Мандрия ди Кивасо“
Архитектурният комплекс (La Mandria di Chivasso), проектиран от арх. Джузепе Джачинто Байс, се намира на 6 км североизточно от града в открито поле, в подселището Ла Мандрия. Построен е по волята на крал Карл Емануил III Савойски през 1760 – 1770 г. като развъдник на специална раса кобили за нуждите на двореца и на част от армията, зависим от Кралския дворец във Венария Реале.
Комплексът е проектиран напълно функционално – всички сгради са подредени около обширен двор. В центъра е построена голяма кръгла поилка за животни; стопанските къщи около централната сграда са свързани с нея с подредена мрежа от пътища; построени са многоетажни сгради от източната и западната страна на големия двор, предназначени за домове на работниците и за кабинети на управленския персонал; изградени са затворени плевни с големи дървени решетки, за да бъдат винаги проветрявани; складовете за селскостопански сечива и конюшните са изградени под подредени редици от арки.
На основата на декрет от 1797 г. комплексът става национален обект и е даден под наем на дружество на бивши благородници, които отглеждат там ценна раса овце.
С Реставрацията Комплексът, заедно с Кралския дворец във Венария Реале, започва да запада и през 1834 г. и двете имения губят кралския си патронаж и са зависими от Кралското финансово интендантство. През 1855 г. той е купен на търг от граф Аполинаре Рока Сапорити, който обаче отказва да плаща на енорийския свещеник.
През пролетта на 1859 г. Савойската армия се разполага в комплекса и близо до него, за да спре настъплението на австрийската армия.
По време на Първата световна война там са разположени хангарите на военно летище. През пролетта на 1918 г. те стават помещения за временно пребиваване и място за обучение на ок. 22 хил. полски доброволци – пленници от Австро-унгарската армия. През 1919 г. те са изпратени във Франция, от където отиват в Полша. Поради избухнала епидемия обаче няколкостотин от тях са погребани в малкото гробище на Комплекса, както и в гробищата на Кивасо, Ивреа и Торино.
През декември 1919 г. имението „Ла Мандрия“ е разпродадено на части на частни лица, предимно земеделци.
През 2000 г. Община Кивасо закупува 1/4 от имението и го реставрира на собствени разноски и с помощта на регион Пиемонт, също собственик на част от комплекса. Тя обаче не успява да оползотвори комплекса и той отново запада. През 2016 г. Общината решава да продаде частта си на търг, като наддаването започва от малко над 1,5 млн. евро.

#### Събития в комплекса
- От 1993 г. насам, в месеците май и юни, в старите помещения на Ла Мандрия от 18 век се провежда престижна международна изложба с италианско и международно участие, посветена на наивизма, организирана от асоциация Pro Mandria
- През юни 2018 г. Асоциация Pro Mandria организира четвъртото издание на несъстезателното ходене за здраве и ски ходене Stramandriamo
- През юли 2018 г. се провежда първият Бирен фестивал MDC Beer Festival, организиран от Pro Mandria, радващ се на голям успех.[23]
- От 5 до 13 октомври 2019 г., по случай 250-годишнината на комплекса, се организират чествания с богата програма от събития в селскостопанския сектор, историята, спорта и кулинарията[24]
- В Салона на люнетите (Salone delle Lunette) от18 век, реставриран, се организират сватбени тържества.[25]
- На територията на комплекса има Конна база (Circolo Ippico La Mandria di Chivasso).

### Други

#### Дълъг камък/ Стела от Кивасо
мъкът (Lapis Longus) с големи кръгли разрези, висок около 4 метра и тежащ 1,5 тона, е вероятно надгробен паметник от VII – VIII век пр.н.е. Открит близо до вече несъществуващата църква на Св. Михаил малко след 1000 г. През 1499 г. е поставен на пл. „Кастело“ (Piazza del Castello) и на него за посмешище са привързвани полуголи банкрутирали длъжници, чиито имущество е било конфискувано, а те самите са били принудени да стоят на показ с опрени на камъка задни части. От XVII век е местен многократно и в началото на  XX век е използван за пейка. През 2020 г. може да се види изложен зад стъклена витрина.

#### Канал „Кавур“
Каналът (Canale Cavour) е един от най-големите примери за хидравлично инженерство от XIX век. Построен е между 1863 и 1866 г. по желание на Камило Бенсо ди Кавур. Функцията му и до 2022 г. е напояването на оризищата в района на Верчели и Новара. Това е изкуствен воден канал от ок. 85 km, който насочва водите на река По при Кивасо, след това тези на река Дора Балтеа, минава под река Сезия и се влива в река Тичино при град Галиате.
Монументалната сграда от масивни тухли и камъни в началото на канала е дълга 40 m и е с 21 светлини на 3 шлюза: два за регулиране на нормалното водно отичане и трети помощен. До сградата се намира и паметникът от 1898 г., посветен на проектанта и строителния директор – инж. Карло Ноè, дело на скулптора Франческо Порцио.

#### Речен парк „Бричел“
Паркът (Parco Fluviale del Bricel) е открит е през 2003 г. с цел развитие на флората и фауната в района. Носи името на традиционен плавателен съд за риболов, превоз на хора, стоки и пясък с плосък кил и симетрични нос и кърма. Намира се на брега на река По и е с площ от 45 хил. кв. м.

## Събития
- Зима / Пролет – Четения в двореца (Letture a Palazzo), представяне на съвременни книги и писатели в стаите на Палацо Рубато
- Януари / май – Хоризонти на сцената (Orizzonti di Scena[28]), театрален сезон на Малкия градски театър на Кивасо
- Февруари – март – Голям карнавал на Кивасо (Carnevalone di Chivasso), един от най-старите исторически карнавали на Италия.
- Пролет – есен – Almisonis Melos, концерти на класическа музика в различните градове в района на Кивасо; по случай Великденските празници – концерти на свещена музика в църквите в града
- Лято – Пивоварното занаятчийство е фермент (Birraria – Artigianato è fermento[29]), фестивал на местната занаятчийска бира
- Лято – Празник на махалите и подселищата (Festa dei Borghi e delle Frazioni)
- Лято – Съгласия и несъгласия: Кинофестивал на открито (Accordi @ DISACCORDI Festival del cinema all'aperto[30])
- Август – Патронен празник на блажения Анджело Карлети, земеделски панаир и Средновековна историческа реконструкция (Festa Patronale del Beato Angelo Carletti, Fiera agricola e Rievocazione Storica medievale)
- Септември – Празник на ореховките на Кивасо (Festa dei Nocciolini di Chivasso[31]), уикенд изцяло посветен на специалитета на Кивасо
- Октомври – Празник на търговията (Festa del Commercio), панаир на местни занаятчийски продукти
- Октомври – В очакване на Хелоуин (Aspettando Halloween), карнавал по централните улици на града, събития и ателиета, организиран от търговци
- Октомври – март – Кивасо в музика (Chivasso in Musica[32]), поредица от концерти на класическа музика пред различните паметници на историческия център
- Октомври – май – Международен литературен фестивал „Местата на думите“ (I Luoghi delle Parole[33]) в сътрудничество с Градската библиотека на Волпиано, UniTRE на Кивасо, училища и асоциации на територията, в Градската библиотека Мовименте
- Първа неделя на всеки месец – Mercà d'la Tola, антикварен пазар по улиците на историческия център на града[34]

## Култура

### Образование
- Шест държавни и три частни детски градини
- Пет държавни начални училища (от 1-ви до 5-и клас вкл.), от които едно в подселище Кастелросо
- Две държавни средни училища от първа степен (от 6-и до 8-и клас вкл.)
- Три+едно средни държавни училища от втора степен (от 9-и до 11-и или 12-и клас вкл.), от които: Езиков и хуманитарен лицей „Обединена Европа“ (Liceo Linguistico e delle Scienze Umane), Технически и технологичен техникум „Обединена Европа“ (Istituto Tecnico Tecnologico Europa Unita), Класически и природонаучен лицей „Нютон“ (Liceo I. Newton), Хотелиерски техникум „Убертини“ (Istituto Professionale Servizi Ubertini)[35]
- Народен университет за третата възраст и учене през целия живот (UNI 3 del Chivassese), съществува по гражданска инициатива и предлага курсове в най-различни сфери.

### Музеи, библиотеки, театри, кина и културни центрове
- Градска библиотека „Мовимент“ (Biblioteca MOviMente) – от 1972 г., със свободен и безплатен достъп, с ок. 51 хил. тома
- Кино „Политеама“ (Cinema Politeama)
- Малък градски театър на Кивасо (Teatrino Civico di Chivasso)
- Театър на Ораториум „Блажени Анджело Карлети“ (Teatro dell'Oratorio Beato Angelo Carletti)
- Театър на Културната работилница (L'Officina Culturale)
- Театър „Фабер“ (Faber Teater), местност Бараджино
- Общински музикален център „Синя стая“ (Centro Musicale Comunale Blu Room)
- Общински музикален институт „Леоне Синигаля“ (Istituto Musicale Comunale Leone Sinigaglia) – организира музикални курсове и ателиета.

### Религиозни центрове
- Католическа съборна църква „Възнесение Богородично“ (Chiesa Collegiata di Santa Maria Assunta)
- Католическа църква на Мадоната на молитвената броеница (Chiesa della Madonna del Rosario)
- Католическа църква „Св. Йоан Кръстител“ (Chiesa di San Giovanni Battista)
- Католическа църква „Св. Йосиф Деятел“ (Chiesa di San Giuseppe Lavoratore)
- Католическо братство на Св. Йоан и Св. Марта (Confraternita dei Santi Giovanni e Marta)
- Католическо братство на Пресветото Исусово име (Confraternita del Santissimo nome di Gesù)
- Католическо светилище на Мадоната от Лорето (Santuario della Madonna di Loreto)
- Католическа църква „Св. епископ Елигий“ (Chiesa di Sant'Eligio Vescovo), подселище Мандрия
- Католическа енорийска църква „Св. Евангелист Йоан“ (Chiesa di San Giovanni Evangelista), подселище Боскето
- Католическа енорийска църква „Св. Йоан Кръстител и Св. Рох“ (Chiesa dei Santi Giovanni Battista e Rocco), подселище Кастелросо
- Евангелска християнска църква (Chiesa Cristiana Evangelica)
- Евангелска християнска църква „Божии асамблеи в Италия“ (Chiesa Cristiana Evangelica „Assemblee di Dio in Italia“ A.D.I.)[36]
- Валденска църква (Chiesa Valdese)
- Джамия (Moschea), в местност Борго По (Borgo Po)
- Зала на Кралството на Свидетелите на Йехова (Sala del Regno dei Testimoni di Geova)
- Румънска Енорийска православна църква „Св. Георги от Черница“ (Chiesa Ortodossa Parrocchiale San Giorgio di Cernica), в местност Бараджино (Baraggino)[37]

### Медии

#### Периодични издания
- В. Ла Воче (Гласът, La Voce[38]). Местен вестник с новини от цяла Италия с особено внимание към тези от Пиемонт и област Торино. Излиза всеки вторник в хартиен и в електронен вариант в 4 издания: Ивреа, Сетимо Торинезе, Чирие и Кивасо.
- Раздел за Кивасо на в. Ил Джорнале (Вестникът, Il Giornale[39]). Дясноцентристки вестник в хартиен и електронен вариант
- В. Ла Нуова Периферия (Новата периферия, La Nuova Periferia), в електронен и хартиен вариант, седалища в Кивасо и в Сетимо Торинезе.
- В. Ла Сентинела дел Канавезе (Стражът на Канавезе, La Sentinella del Canavese[40]). Местен вестник с новини от Ивреа, Канавезе и част от Вале д'Аоста. Излиза всеки понеделник, сряда и петък в хартиен и в електронен вариант.
- В. Ил Канавезе (Първо Канавезе, Il Canavese) и неговият ел. вариант Прима ил Канавезе (Първо Канавезе, Prima Il Canavese[41]). Новини от Ивреа, Канавезе, Вали ди Ланцо, Чирие и Торино. Излиза всяка сряда в хартиен и в електронен вариант.
- В. Ил Ризвельо дел Канавезе (Пробуждането на Канавезе, Il Risveglio del Canavese[42]). Независим вестник от 1921 г. Излиза всеки четвъртък в хартиен и в електронен вариант. С новини от Чирие, Канавезе, Вали ди Ланцо и северната околност на Торино.
- В. Куотидиано дел Канавезе (Ежедневник на Канавезе, Quotidiano del Canavese[43]). Електронен ежедневник от 2015 г. с новини от Канавезе.
- Обиетиво нюз (Цел новини, Obiettivo News[44]). Независим електронен ежедневник от 2013 г. с новини от Канавезе, Торино и областта, и Пиемонт.
- Канавезе нюз (Canavese News[45]). Независим електронен ежедневник от 2015 г. с новини от Канавезе и Торино.
- Секция Canavese[46] на в. Ла Република Торино (La Repubblica Torino) на известния римски ежедневник „Ла Република“. В хартиен и в електронен вариант.

#### Електронни медии
- Обиетиво нюз Тиву (Тв Цел Новини, ObiettivoNews TV[47]), онлайн телевизия за Канавезе на изд. Bersini Editoria
- Телевизия на Торино и Канавезе (Torino e Canavese TV[48]), на канал 185 на дигиталната телевизия. От 2017 г., с 24-часово излъчване.
- Радио Кивасо 94 (Radio Chivasso 94[49])

## Гастрономия
- Специалитетът на Кивасо са Ноасет (Noasèt), от 30-те год. на XX век наричани „Ночолини ди Кивасо“ (Nocciollini di Chivasso), мънички ореховки, направени с лешници от Пиемонт, яйчен белтък и захар, създадени по погрешка през втората половина на XIX век в ателието на тогавашната сладкарница Nazzaro от Джовани Подио. Представени са на Универсалното изложение в Париж през 1900 г. и днес са признати за италиански традиционен агро-хранителен продукт (P.A.T.). И до днес някои сладкарници в центъра на Кивасо произвеждат дребните ореховки на ръка, следвайки рецептата от XIX век.[50]
- Доматен конфитюр от Кивасо (Confettura di pomodori di Chivasso)
- Орехов ликьор Капела (Liquore Nocciolino Capella) – сладък ликьор с 24% алкохол на базата на лешникова инфузия. Лешниците се оставят потопени в алкохол, за да се позволи извличането на типичните етерични масла.
- Ла Бусека (La Busecca) – шкембе чорба с древен вкус, която се е предлагала сутринта на пазарния ден в хановете и гостилниците в Кивасо (в нач. на 1900 г. са били повече от 50)
- Аньолоти (вид паста, Agnolotti) с пълнеж от заешко
- Варена смес чорба по Пиемонтски (Bollito misto alla Piemontese), смес от варени месо и карантии, придружени от bagnèt verd (сос от аншоа, магданоз и чесън)
- Карнавални Faseuj ël prèivi (букв. на Пиемонтски диалект боб със „свещеник“) – руло от свинска кожа с билки и подправки, приготвен за една нощ в дървена фурната, използвайки традиционен теракотен съд.

## Спорт

### Спортни съоръжения
- Спортно поле „Е. Пасторе“ (Campo sportivo „E. Pastore“) на A.S.D. La Chivasso
- Спортно съоръжение „Паоло Рава“ (Impianto sportivo „Paolo Rava“) – общинско спортно поле и писта за лека атлетика
- Спортно поле Монтеджове (Campo Sportivo Montegiove) – в подселище Монтеджове
- Спортен център Палаланча (Centro sportivo Palalancia) – стадион и басейн
- Басейн и тенис кортове на пл. Либертини – на Libertas Nuoto Chivasso
- Тенис корт и волейболно игрище на открито, подселище Кастелросо – на Асоциация „Pro Castelrosso“
- Конна база „Ла Мандрия ди Кивасо“ (Circolo Ippico La Mandria di Chivasso[51])

### Клубове, фитнес зали и др.
- Фитнес клуб „Вери Уел“ (A.S.D. Very Well[52])
- Фитнес клуб Ориндж (Palestra Orange[53])
- Футнес Джим (Palestra Gym)
- Фитнес „Политеама Кивасо“ (Politeama Chivasso[54])
- Плувна аматьорска асоциация Либертас Нуото (Libertas Nuoto[55])
- Асоциация и школа за подводно гмуркане „Ной Суб Кивасо“ (Noi Sub Chivasso[56])
- Тенис клуб „Тескаро“ (Tennis Club „Tescaro“[57])
- Спортен клуб „Ил Чирколо“ (Sporting Club Il Circolo[58]) – тенис и басейн
- Школа за алпинизъм и ски алпинизъм „Пиерсандро Мицио“ (Scuola di Alpinismo e Sci Alpinismo Piersandro Mizio[59]) – на Алпийски клуб в Кивасо
- Ръгби клуб на Кивасо (Chivasso Rugby Onlus[60])
- Аматьорски Мото клуб на Кивасо (Moto Club Chivasso[61])
- Клуб по билярд „Ил Нуово Чирколо“ (Il Nuovo Circolo)
- Клуб по източни бойни изкуства „Алекс Пулиано“ (Alex Pugliano martial arts academy[62])
- Аматьорски клуб по карате „Ил Куадрифолио“ (Il Quadrifoglio A.S.D. Karate)
- Аматьорска спортна асоциация Доюкай Киавсо (A.S.D. Doyukaj – Chivasso[63])
- Аматьорски футболен клуб на Кивасо (A.S.D. La Chivasso[64])
- Аматьорски баскетболен клуб на Кивасо (A.S.D. Pallacanestro Chivasso[65])
- Аматьорска баскетболна асоциация на Кивасо „Стара баскетболна асоциация“ (A.S.D. Antica Cestistica Chiavissese)
- Спортна асоциация „Волейбол Фортитудо“ (Volley Fortitudo Chivasso[66])
- Йога студио „Мадре Индия“ (Studio di Yoga Madre India[67])

### Транспорт
- ЖП: Кивасо е важен ЖП възел на линията Торино-Милано, в която се вливат регионалните линии Кивасо-Аоста и Кивасо-Алесандрия. На територията на Общината има две ЖП гари: гара Кивасо, обслужвана от Trenitalia и Метрополна ЖП линия Торино Sfm 2 Пинероло-Кивасо, и гара Кастелросо, където спират някои регионални влакове;
- Пътища: Градът е лесно достъпен чрез първостепенните междуградски пътища SS n. 11 Горна Падания и SS n. 26 Вале д'Аоста, които пресичат неговата територия, и чрез магистрала A4 Торино-Триест, чийто пункт за такса е на 3 км от града;
- Летища: Най-близкото летище за вътрешни и международни полети – Торино Казеле е на 30 км; за междуконтинентали полети – летище Милано Малпенса на 99 км;
- Пристанища: В Генуа, на 180 км;
- Междуградски автобуси: през Кивасо минават линии на различни компании. Всички те минават през Movicentro:
  - Джи Ти Ти (GTT Архив на оригинала от 2020-02-05 в Wayback Machine.): 1085 Торино – ФИАТ Ривалта – Пиосаско; 3006 Торино – Сетимо – Валечерина – Кивасо; 3105 Кивасо – Асти; 3106 Крешентино – Кивасо – Торино; 3107 Торино – Гасино – Кивасо – Пиова Масая; 3121 Кастанието По – Кивасо; 3316 Кивасо – Рондисоне; 3321 Монталенге – Фолицо – Кивасо; 3429 Сан Бениньо – Волпиано – Кивасо (училищна линия); 3545 Кариняно – Торино – Кивасо (работническа линия); 4108 Ивреа – Виске – Кивасо[68]
  - Садем (SADEM Архив на оригинала от 2020-02-26 в Wayback Machine.): 001 Торино-Милано; 265 (904) Торино – Кивасо – Ивреа – Пон Сен Мартен; 266 Торино – Салуджа
  - Аутострадале (Autostradale): 04 Торино – Милано
  - Марлети (Marletti): 232 Коконато – Кивасо – Торино
  - Атап (ATAP): 345 Каваля – Аличе Кастело – Чилиано – Рондисоне – Торино; 346 Аличе Кастело – Чилиано – Вилареджа – Кастелросо
  - С.Т.А.А.В. (S.T.A.A.V. Архив на оригинала от 2019-12-24 в Wayback Machine.): 445/1 Кивасо – Калузо[69]
- Градски автобуси: Светлосиня линия (Linea Azzura), Синя линия (Linea Blu) и Унифицирана пазарна линия (Line Mercatale Unica);[70]
- Автобуси на повикване: МеБус район Североизток (MeBUS Area Nord Est); Провибус (Provibus Архив на оригинала от 2018-11-04 в Wayback Machine.) – връзка с подселищата.

## Известни личности, родом от Кивасо
- Алфредо Пецано (* 31 март 1893, † 7 май 1986) – италиански фехтовач и спортен директор, носител заедно с Джанкарло Брусати, Джанкарло Корнаджа-Медичи, Едоардо Мангароти, Саверио Раньо и Франко Рикарди на златен медал в Олимпиадата в Берлин през 1936 г.
- Анджело Карлети, нар. и Анджело от Кивасо (* 1410, † 1495) – италиански религиозен деец, интелектуалец и хуманист. Блажен на Католическата църква, чества се на 11 април.
- Андреа Флутеро (* 17 февруари 1958) – италиански политик и предприемач, кмет на Кивасо, сенатор, регионален съветник.
- Андреа Кристияно (* 15 юли 1984) – италиански футболист, халф на Терануова Траяна
- Ариана Одзимо (* 12 април 1995) – бивша италианска футболистка, вратар.
- Валентина Бартоло (* 21 август 1981) – италианска актриса
- Гуерино Николи (* 1927, † 26 юни 1944) – италиански партизанин, с почетен златен медал за военна доблест.
- Данило Бертаци (* 23 февруари 1960) – италиански театрален актьор, телевизионна личност и телевизионен автор.
- Дефенденте Ферари (* 1480/1485 г., † ок. 1540) – италиански художник – висш представител на Пиемонтския Ренесанс
- Джакомо Бозио (* 1544, † 2 февруари 1627) – италиански историк, принадлежащ към Ордена на Рицарите хоспиталиери.
- Джована Дзука (* 15 август 1964) – италианска философка и писателка
- Джовани Боерис (* 21 януари 1867, † 1 април 1946) – италиански професор по минералогия
- Джовани Тимотео Калосо, Рустем бей (* 27 януари 1789, † сл. 1859) – военен от Османската империя
- Джорджа Тудиско (* 11 януари 1995) – италианска футболистка, бивш халф на националните отбори на Италия до 17 и под 19 г.
- Джорджо Ревердино, Жорж Реверди († пр. 1565) – италиански художник и гравьор, особено активен във Франция.
- Джузепе Джаколети (* 1803, † 21 март 1865) – италиански презвитер и поет, запомнен като поет на латински език, носител на първа награда на Certamen poeticum Hoeufftianum в Амстердам
- Джузепе Арджентези (* 12 август 1965) – италиански футболен треньор и бивш италиански футболист, защитник.
- Джузепе Басо (* 9 ноември 1842, † 28 юли 1895 в Торино) – италиански математик
- Джулия Кризантино (* 29 октомври 1997) – италианска футболистка, нападателка на „Торино“
- Марио Дзанети (* 11 август 1914) – италиански фуртболист, нападател
- Марко Лингуа (* 4 юни 1978) – италиански хвъргач на чук и бивш щангист, който представя Италия по лека атлетика на Олимпийските игри в Пекин 2008 г. и в Рио де Жанейро 2016 г.
- Масимилиано Бенвенуто ( * 18 октомври 1972) – италиански актьор
- Мауро Кианале (* 8 ноември 1958) – италиански политик
- Паоло Пачи (* 5 юли 1990) – италиански баскетболен състезател
- Пиетро Ерменеджилдо Даниеле (* 13 октомври 1875,† 6 март 1949) – италиански математик и преподавател по рационална механика, диференциална геометрия и актюариална математика.
- Ренато Камбурсано (* 26 юли 1947) – италиански политик, кмет на Кивасо, провинциален съветник, депутат
- Роберто Бертолдо (* 29 април 1957) – италиански писател
- Стефано Бианко (* 27 октомври 1985) – италиански мотоциклетен състезател
- Тонино де Бернарди (* 1937) – италиански режисьор
- Феделе де Джорджис (* 17 януари 1887, † 4 февруари 1964) – италиански генерал
- Франческа Ветори (* 28 май 1957) – италианска актриса и дубльорка
- Франческо Раньо (* 5 септември 1969) – италиански архитект
- Челестино Бес (* 25 април 1872, † 17 април 1953 в Торино) – италиански генерал със заслуги в Първата световна война
- Чезаре Акутис (* 1936, † 1987 в Торино) – италиански академик, писател, есеист и преводач, един от най-големите ценители на испанската и латиноамериканската литература в Италия.
- Чезаре Виел (* 26 ноември 1964) – италиански неоконцептуален творец.

## Побратимени градове
- Вентотене, Италия (2014)
- Пшемишъл, Полша (2016)
- Витлеем, Палестина (2017) – с подселище Бетлеме